# A Wise Fool
A Wise Fool er en amerikansk stumfilm fra 1921 af George Melford.

## Medvirkende
- James Kirkwood, Sr. som Jean Jacques Barbille
- Alice Hollister som Carmen Dolores
- Ann Forrest som Zoe Barbille
- Alan Hale, Sr. som George Masson
- Fred Huntley som Sebastian Dolores
- William Boyd som Gerard Fynes
- Truly Shattuck som Virginia Poucette